# Говорово (деревня, Москва)
Го́ворово — деревня в Западном административном округе Москвы (до 1 июля 2012 года была в составе Ленинского района Московской области, до 8 мая 2024 года — в составе поселения Московский Новомосковского административного округа Москвы). Входит в состав района Солнцево.

## Население
| 1852 | 1859 | 1890 | 1899 | 1926 | 2002 | 2006 |
| ---- | ---- | ---- | ---- | ---- | ---- | ---- |
| 99   | ↗104 | ↘98  | ↗118 | ↗170 | ↘138 | ↗151 |
| 2010 |      |      |      |      |      |      |
| ↗192 |      |      |      |      |      |      |

## География
Деревня Говорово расположена в Западном административном округе (район Солнцево) , примерно в 17 км к юго-западу от центра города Москвы, между находящейся менее, чем в 1 км к востоку Московской кольцевой автодорогой (47-й километр).
В 1 км севернее деревни проходит Боровское шоссе, в 2 км к югу — Киевское шоссе М3, в 2 км к северу — линия Киевского направления Московской железной дороги. В деревне на реке Сетуньке расположен пруд длиной около 500 м. Ближайшие населённые пункты — деревни Румянцево и Дудкино.
В деревне 6 улиц — Лесная, Полевая, Прудная, Солнечная, Хутор и Центральная, приписано 12 садоводческих товариществ (СНТ).

## История
В начале XVII столетия село Говорово относилось к Сетунскому стану Московского уезда и являлось вотчиной князя Алексея Никитича Трубецкого.

…за бояриномъ княземъ Алексѣемъ Никитичемъ Трубецкимъ старинная вотчина село Говорово, на прудѣ, а в селѣ церковь Рождества Пресв. Богородицы, да предѣлъ преподобнаго Өеодора Начертаннаго древяна вверхъ, стоитъ безъ пѣнія…— писцовая книга 1627 г.
В 1664 году по духовному завещанию князя село досталось его внуку — князю Юрию Петровичу Трубецкому, а в 1680 году — Юрию Юрьевичу Трубецкому, при котором по указу Синодального Казённого Приказа была выстроена новая каменная Рождественская церковь, освящённая в 1736 году.
В 1742 году владельцем села стал князь Никита Юрьевич Трубецкой.
В XIX веке село относилось к 5-му стану Московского уезда Московской губернии и принадлежало княгине Авдотье Михайловне Голицыной. В селе было 10 дворов, церковь, господский дом и оранжерея, крестьян 35 душ мужского пола, 24 души женского; дворовых 25 мужского пола, 15 женского.
В «Списке населённых мест» 1862 года — владельческое село 5-го стана Московского уезда по левую сторону Боровского или Ново-Калужского тракта (из Москвы), в 14 верстах от губернского города и 10 верстах от становой квартиры, при прудах и ручьях, с 14 дворами, православной церковью и 104 жителями (51 мужчина, 53 женщины).
По данным на 1899 год — село Троицко-Голенищевской волости Московского уезда с 118 жителями.
В 1913 году — 26 дворов, имелась церковно-приходская школа.
По материалам Всесоюзной переписи населения 1926 года — деревня Терешковского сельсовета Козловской волости Московского уезда в 1 км от Боровского шоссе и 1,5 км от платформы Востряково Московско-Киево-Воронежской железной дороги, проживало 170 жителей (72 мужчины, 98 женщин), насчитывалось 33 крестьянских хозяйства, имелась школа.
С 1929 до 2012 гг. — населённый пункт Московской области в составе Кунцевского района (1929—1960); Ульяновского района (1960—1963); Звенигородского укрупнённого сельского района (1963—1965); Ленинского района (1965—2012).
С 2012 года — в составе города Москвы.
8 мая 2024 года в Новой Москве были упразднены поселения в пользу новых районов, а также произошёл обмен участками территорий существующих районов с вновь образованными. В результате реформы территории поселения Московский Новомосковского административного округа между МКАД, прежней территорией Солнцева и землями, передаваемыми в район Ново-Переделкино, перешли в состав района. На новых территориях района оказались деревни Говорово и Румянцево вместе с одноимёнными станциями метро, а также микрорайон Татьянин Парк.

## Достопримечательности

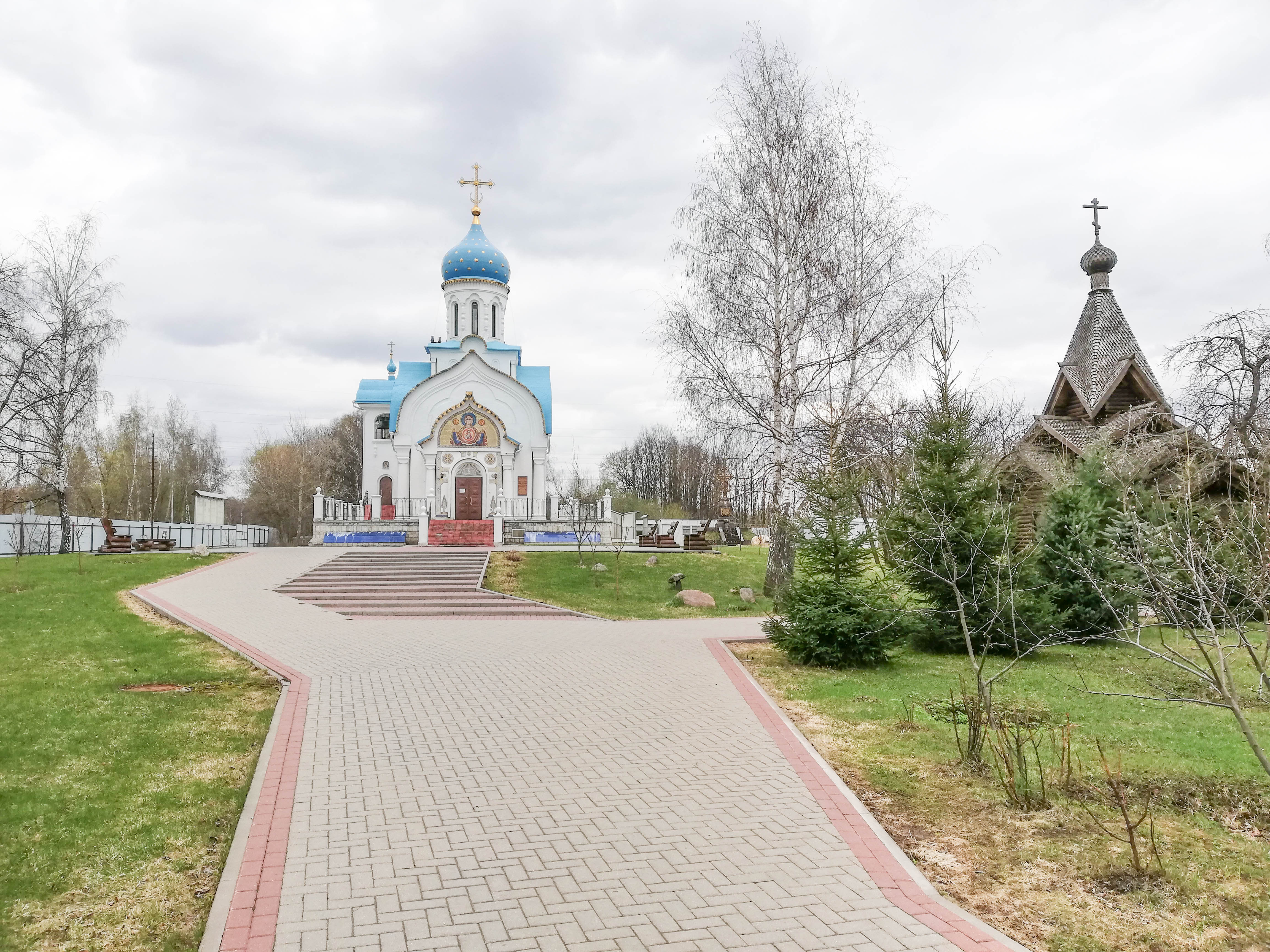
Храмы в Говорово

- Церковь Александра Невского — одноглавая деревянная постройка с многоскатной кровлей, возведённая в 2008 году[17].
- Храм Рождества Пресвятой Богородицы - одноглавая кирпичная церковь с отдельно стоящей звонницей[18][19].